# Sissy Spacek
Sissy Spacek vlastním jménem Mary Elizabeth Spacek (* 25. prosince 1949 Quitman, Texas, USA) je americká herečka a zpěvačka, držitelka Oscara za nejlepší ženský herecký výkon z roku 1981 ve filmu První dáma country music, později uváděný pod názvem Havířova dcera.

## Rodinné kořeny
Narodila se jako dcera Virginie Frances rozené Spilman (1917–1981) z původem německého rodu, a Edwina Arnolda Spaceka (1910–2001), zemědělského agenta. Její babička byla Marie Červenková a dědeček Arnold Adolf Špaček (1886–1952), který o háčky nad svým příjmením přišel až v postavení starosty města Granger v Texasu. Pradědeček František Jan Špaček se narodil v Bordovicích v okrese Nový Jičín.